# The Prodigy
The Prodigy (englisch Das Wunder, Wunderkind) ist eine britische Band, die Anfang der 1990er-Jahre Breakbeats in der Elektronischen Tanzmusik populär machte. Die Band orientierte sich in der Anfangsphase an Acid House und Techno der frühen 1990er und entwickelte später ihren eigenen Stil, der neue Stile wie Hardcore und Jungle einbezog. Etwa ab 1996 prägten The Prodigy aktuelle Sounds wie Big Beat und Trip-Hop, wobei sie Elemente des Alternative Rock und des Punk-Rock mit einbauten.
Gründer Liam Howlett benannte das Musikprojekt nach seinem Synthesizer, einem Moog Prodigy, noch bevor andere Mitglieder der Band beitraten.

## Mitglieder

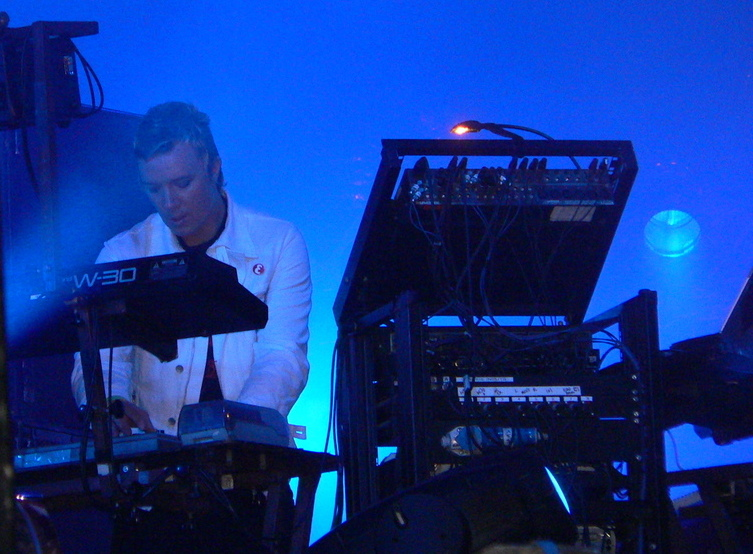
Liam Howlett (2008)

Keith Flint (2009)

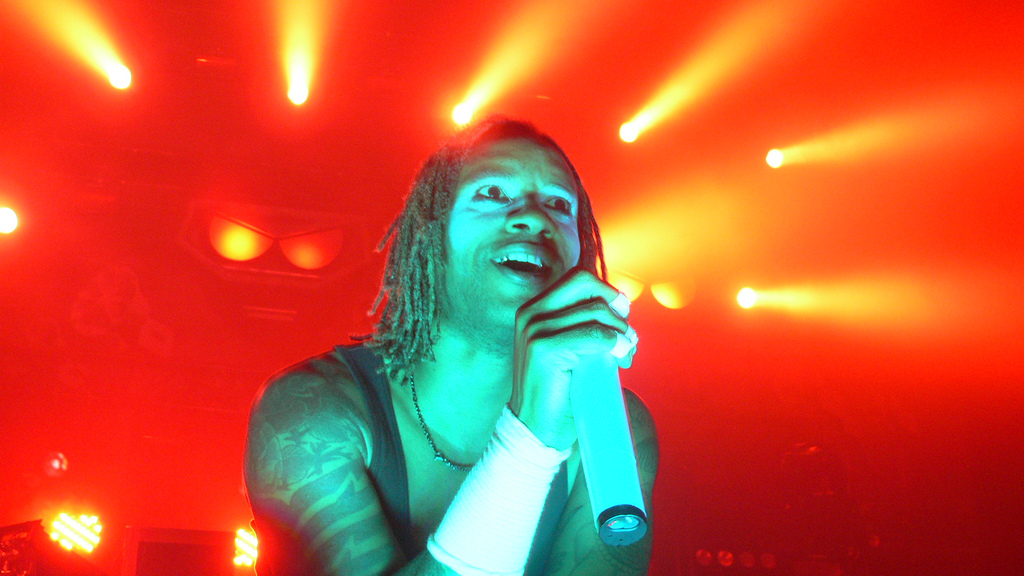
Maxim Reality (2009)

### Liam Howlett
Musikalischer Kopf der Band ist Liam Howlett (* 21. August 1971) aus Braintree in Essex, England. Neben der Hintergrundarbeit als Autor (Musik und Text) und Musikproduzent ist er seit Beginn als DJ und Keyboarder tätig.

### Keith Flint
Keith Charles Flint (* 17. September 1969 in Redbridge, London; † 4. März 2019 in Great Dunmow, Essex) stieg im Jahr 1990 in Howletts Projekt ein. Nachdem er ursprünglich nur als Tänzer aufgetreten war, übernahm er 1996 in der Hit-Single Firestarter erstmals die Rolle des Sängers. 2003 veröffentlichte Flint ein Solo-Album namens Device #1 bei Universal. Am 4. März 2019 verstarb er im Alter von 49 Jahren.

### Maxim
Keith „Maxim“ Palmer (* 26. Juli 1967 in Peterborough) ist der MC von The Prodigy. Im Jahre 1990 wurde Palmer von seinem Freund Ziggy, der Rave-Acts in Essex organisierte, Liam Howlett vorgestellt, der anfangs Palmers Stil kritisierte, da er für Howletts Geschmack zu sehr auf Reggae basiere. Nachdem Palmer bei einigen Prodigy-Auftritten als MC teilgenommen hatte, trat er der Band als festes Mitglied bei.

## Bandgeschichte

### Gründung und erste Veröffentlichungen (1990–1991)
Auf einer der vielen Partys, auf denen Howlett als DJ auflegte, wurde er von dem Tänzer Leeroy Thornhill (* 8. Oktober 1969) und dessen Freund Keith Flint angesprochen. Die beiden waren begeistert von Howletts Musik und fragten ihn nach einem Mixtape.
Howlett machte ihnen eine Kassette mit einem DJ-Mix auf der einen und selbst produzierten Tracks auf der anderen Seite. Flint rümpfte nach eigenen Angaben erst die Nase darüber, dass der DJ ihnen seine eigenen Tracks unterjubeln wollte. Doch als sich Flint die B-Seite anhörte, war er begeistert. Es sei gewesen wie „ein Weihnachtsgeschenk, das man sich gar nicht gewünscht hat“. Daraufhin wollte er sofort mit Howlett eine Band zusammenstellen. Mit der Unterstützung von Thornhill und einer Tänzerin namens Sharky wurde The Prodigy gegründet.

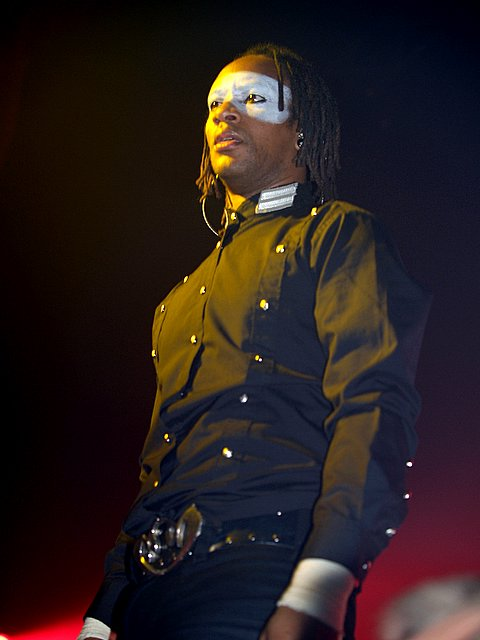
MC Maxim Reality

Kurze Zeit später buchten sie ihren ersten Auftritt im Labyrinth in London, bei dem sie Keith Palmer alias Maxim Reality (* 26. Juli 1967) kennenlernten. Da sie noch einen MC brauchten, wurde er ins Team aufgenommen. In den folgenden Monaten zogen die fünf von Ort zu Ort, um sich und ihre Musik bekannter zu machen. Die Anzahl der Besucher variierte von nur fünf bis zu 12.000.
Weihnachten 1990 überraschte Howlett die anderen mit einem Plattenvertrag mit XL Recordings, auf den alle bis auf Sharky mit Begeisterung reagierten. Sharky verließ daraufhin die Band, da die Termine für sie zu viel geworden waren.
Im Februar 1991 gab Howlett die erste Prodigy-Veröffentlichung mit Namen What Evil Lurks heraus. Sie enthielt vier Breakbeat-Tracks, die noch aus Howletts Cut-to-Kill-Zeit stammten, unter anderem das Stück What Evil Lurks, das Howlett als Demotape an XL-Recordings geschickt hatte, um sich für den Plattenvertrag zu bewerben.

### Experience (1992–1993)
Ein halbes Jahr später entstand die Erfolgssingle Charly, die Melodien aus dem britischen Kinderfernsehprogramm enthielt und – gegen den Willen von Liam Howlett – dem Happy Hardcore zugeordnet wird. Howlett merkte, dass vor allem die härtere Version, der Alley Cat Mix, das Publikum ansprach. Im Dezember 1991 veröffentlichten sie ihre dritte Single Everybody in the Place und im November 1992 kam das Album Experience. Unter dem Pseudonym Earthbound (so heißt sein Tonstudio) veröffentlichte Howlett die Single One Love, mit der er eine neue Ära für Prodigy einleitete.

### Music for the Jilted Generation (1994–1995)

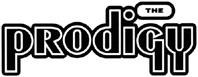
Erstes Logo der Band

Die eingeschlagene Richtung wurde von einer breiten Hörerschaft begeistert aufgenommen, wodurch sich für Liam die Möglichkeit ergab, für die Aufnahmen zu Music for the Jilted Generation neue kreative Freiheiten auszuschöpfen und mit vielfältigen Stilmitteln zu experimentieren. Das Album enthielt viele harte Breakbeats, Jazz-Funk-Grooves, elektrische Gitarren, einen ungewohnt harten Dance-Track (No Good (Start the Dance)) und mit dem Titel Poison eine Rückkehr zum Hip-Hop, wobei erstmals Palmers Gesang verwendet wurde. Dies erweiterte die musikalischen Möglichkeiten der Band noch um ein Weiteres.
Das Album stieg in die britischen Album-Charts auf Platz eins ein und wurde über 1.000.000 Mal verkauft. Aufgrund dieses Erfolgs folgten Auftritte in der ganzen Welt und The Prodigy gewannen 1995 einen MTV Music Award als „Bester Dance Act“.
1995 tourte die Band von Festival zu Festival, wobei sie in Glastonbury laut Veranstalter die „größte Show auf Erden“ hatten.

### The Fat of the Land (1996–1998)

Logo der Band zu Zeiten von „The Fat of the Land“

Im April 1996 kam die Single Firestarter, ein Big-Beat-Track, mit Keith Flint als Sänger heraus. Der Rhythmus wurde dieses Mal allerdings von einem externen Produzenten programmiert. Als das Video zum ersten Mal in der Musiksendung Top of the Pops gezeigt wurde, musste der Sender BBC einem Ansturm von Beschwerdebriefen entrüsteter Eltern standhalten, die sich über den „schändlichen“, „spöttischen“ und „provozierenden“ Text und die Verhaltensweise Flints beschwerten und sich fragten, warum das Video überhaupt am frühen Abend gezeigt werden dürfe.
Die Single verkaufte sich in weniger als sechs Wochen über 750.000 Mal. Mit der Single Breathe bestätigte die Gruppe im November 1996 ihren Erfolg und schaffte damit den endgültigen Durchbruch. Bis heute ist es die erfolgreichste Single-Auskopplung der Band. Erst am 30. Juni 1997 veröffentlichte The Prodigy ihr drittes Album The Fat of the Land, mit dem sie bereits in der Veröffentlichungswoche in 23 Ländern den ersten Platz der Charts belegten. In Großbritannien verkauften sie in dieser Woche mehr Alben als der Rest der Top 100 zusammen und achtmal so viele Alben wie die damalige Nummer 2, Radioheads OK Computer.
Das Album erreichte schließlich in 27 Ländern Platz 1 der Charts und erhielt weltweit Mehrfach-Platin-Auszeichnungen. Es war das meistverkaufte Album im Jahr 1998. Im Mai begann eine große Welttournee über fünf Kontinente, welche bis zum Sommer 1999 andauerte. Unter anderem traten sie im September 1997 vor 250.000 Menschen auf dem roten Platz in Moskau auf, wo mit Hilfe des Musiksenders MTV ein Konzert aufgezeichnet wurde. Im Jahre 1998 verschlug es die Band in den Inselstaat Bahrain, wo sie nach eigenen Angaben das beste Konzert ihrer Bandgeschichte gaben.
Ende 1997 sorgte die Auskopplung Smack My Bitch Up (Regie Jonas Åkerlund) für Furore: Das Video wurde in den USA und England sowie in anderen Staaten verboten, da es Drogen-, Sex- und Gewalt-Exzesse visualisierte. Howlett ließ aufgrund der vielen Proteste danach verlauten, dass es kein viertes Album mehr geben werde. In den folgenden fünf Jahren veröffentlichten The Prodigy keine weiteren Tracks.

### The Dirtchamber Session (1999)
Dieses „Tribut-Album“ produzierte Howlett ursprünglich für eine Sendung des britischen BBC Radio 1 namens Breezeblock, bei der verschiedene „Stars“ des Musikgeschäfts einen Mix aus ihren persönlichen Lieblingsliedern 50 Minuten lang live auflegten. Er vermischte Samples aus 50 verschiedenen Songs (von The Chemical Brothers bis zu den Beatles). Weil Howlett und den Zuhörern dieser Mix so gut gefiel, veröffentlichte er ein aus lizenzrechtlichen Gründen leicht geändertes Set 1999 auf einer CD unter dem Namen The Dirtchamber Sessions Vol. 1.

### Solokarrieren (2000–2004)
Im Jahre 2001 starteten Palmer und Thornhill eigene Solokarrieren und veröffentlichten jeweils eine eigene Single. Thornhill gab im April 2001 das Ausscheiden aus der 4er-Konstellation bekannt und widmete sich nun unter dem Alias-Namen „Flightcrank“ endgültig seiner Solo-Performance.
Auch Keith Flint versuchte sich an einem eigenen Projekt, aber obwohl schon ein Album mit dem Titel Device #1 produziert worden war, zerschlug sich das Projekt vor der offiziellen Veröffentlichung.
Im Anschluss trat die Band 2002 zu dritt bei mehreren Festivals in Europa auf und präsentierte etwa zur gleichen Zeit ihren neuen Song Baby's Got a Temper.

### Always Outnumbered, Never Outgunned (2004–2005)

The Prodigys Logo ab 2004

2004 erschien das vierte Album von The Prodigy mit dem Titel Always Outnumbered, Never Outgunned. Nach den überwiegend negativen Kritiken für Baby's Got a Temper lag eine Richtungsänderung nahe. Zur gleichen Zeit befand sich die Band, besonders Liam Howlett, in einer Schaffenskrise. Palmer und Flint wirkten bei der Produktion des Albums nicht mehr mit, jedoch Gastmusiker wie Kool Keith, Liam Gallagher (Oasis) und Princess Superstar. Maxim und Keith Flint blieben dennoch ein fester Bestandteil der Live-Auftritte. Obwohl das Album gute Verkaufszahlen erzielen konnte, überzeugte es nur wenige Kritiker.

### Zwischenzeitliche Veröffentlichungen (2005–2007)
2004 erschien das Remixalbum Always Outsiders, Never Outdone, das von einigen der besten Bootlegger Großbritanniens produziert wurde und ausschließlich Remix-Versionen von Always Outnumbered, Never Outgunned enthält. Das Remixalbum wurde nicht offiziell von The Prodigy veröffentlicht, sondern wurde über eine Website im MP3-Format als Download angeboten.
Nachdem The Prodigy Ende 2004 und 2005 wieder auf Tour gingen, erschien im September 2005 ein Album mit dem Titel Their Law - The Singles 1990–2005. Darauf befinden sich die größten Hits der Band, von Out of Space über No Good (Start the Dance) bis hin zu Firestarter und Girls. Dem Album liegt auch eine limitierte Bonus-CD bei, die Remixe, seltene Stücke und Live-Versionen enthält.
Anfang 2006 erschien ein Mix-Album von Liam Howlett als Teil 23 der Back-to-Mine-Serie, bei der verschiedene Künstler ihre Lieblingslieder als Zusammenstellung preisgeben.
2007 wurde das Stück Shadow als Titelmusik des Xbox-360-Rennspiels Project Gotham Racing 4 veröffentlicht. Auf dem Soundtrack des japanischen Anime-Films Vexille erschien eine reduzierte Version des Lieds unter dem Namen The Shadow. Eine weitere Version namens The Shadow of the Devil, wurde für den Horrorfilm Reverb verwendet.
Des Weiteren steuerten The Prodigy Musik zu den Soundtracks der Videospiele Wipeout 2097, Tomb Raider: Legend, Forza Motorsport 2, Project Gotham Racing 3, Enter the Matrix und Need for Speed bei. Ebenso finden sich einige Lieder im 2010 erschienenen Kinofilm Kick-Ass wieder.

### Invaders Must Die (2007–2010)

Logo der Band zum Erscheinen von Invaders Must Die, 2009

Das Album Invaders Must Die sollte ursprünglich bereits 2007 erscheinen, wurde aber erst zum 20. Februar 2009 über den Verleger Universal Music in Deutschland veröffentlicht. Musikkritiker reagierten zum größten Teil positiv auf das neue Album, insbesondere englischsprachige Publikationen. Auch im deutschsprachigen Raum fielen die Urteile überwiegend gut aus, nur vereinzelt gab es kritischere Stimmen.
Insgesamt wurden aus dem Album vier Singles ausgekoppelt. Als erste Single des Albums fungierte in Großbritannien der Titel Omen, während im deutschsprachigen Raum die leicht veränderte Bonus-Track-Version O veröffentlicht wurde. Danach folgten Warrior's Dance und Take Me To The Hospital, zuletzt das Titelstück Invaders Must Die.

### The Day Is My Enemy (ab 2010)
Am 24. Juli 2010 wurde das Live-Album World's On Fire im Milton Keynes Bowl aufgenommen, welches am 20. Mai 2011 als CD, DVD und Blu-Ray veröffentlicht wurde. Die Aufnahmen zeigen den Auftritt der Band auf ihrem eigenen Festival, welches den Namen Warrior's Dance Festival trug.
Im November 2010 verkündete Liam Howlett, dass die Band nach ihrer US-Tour mit Linkin Park anfangen würde, an einem neuen Album zu arbeiten.
2011 produzierte Liam Howlett einen Remix für South Central von dem Lied The Day I Die. Anfang 2012 gewann The Prodigy das Event Mixmag's Greatest Dance Act Of All Time Revealed, das von dem britischen Magazin Mixmag veranstaltet wurde.
Am 3. Dezember 2012 veröffentlichte die Band zum 15-jährigen Jubiläum eine Expanded-Edition ihres 1997 erschienenen Albums The Fat of the Land, das einige neue Remixe von Künstlern wie Noisia enthält.
Ende Dezember 2014 kündigte The Prodigy die erste Single ihres neuen Albums an, welche am 12. Januar 2015 unter dem Namen Nasty erschien. Das sechste Studioalbum The Day Is My Enemy, das unter dem Arbeitstitel How To Steal A Jetfighter entstand, wurde am 27. März 2015 veröffentlicht. Der Albumtitel ist eine Anlehnung an den Songtext von All Through the Night von Cole Porter: "The day is my enemy, the night my friend".

## Diskografie
Studioalben

| Jahr | Titel                               | Höchstplatzierung, Gesamtwochen, AuszeichnungChartplatzierungen (Jahr, Titel, Platzierungen, Wochen, Auszeichnungen, Anmerkungen) | Höchstplatzierung, Gesamtwochen, AuszeichnungChartplatzierungen (Jahr, Titel, Platzierungen, Wochen, Auszeichnungen, Anmerkungen) | Höchstplatzierung, Gesamtwochen, AuszeichnungChartplatzierungen (Jahr, Titel, Platzierungen, Wochen, Auszeichnungen, Anmerkungen) | Höchstplatzierung, Gesamtwochen, AuszeichnungChartplatzierungen (Jahr, Titel, Platzierungen, Wochen, Auszeichnungen, Anmerkungen) | Höchstplatzierung, Gesamtwochen, AuszeichnungChartplatzierungen (Jahr, Titel, Platzierungen, Wochen, Auszeichnungen, Anmerkungen) | Anmerkungen                              |
| Jahr | Titel                               | DE | AT | CH | UK | US | Anmerkungen                              |
| ---- | ----------------------------------- | --- | --- | --- | --- | --- | ---------------------------------------- |
| 1992 | Experience                          | DE75 (9 Wo.)DE | — | — | UK12 Platin · (52 Wo.)UK | — | Erstveröffentlichung: 28. September 1992 |
| 1994 | Music for the Jilted Generation     | DE11 (24 Wo.)DE | AT7 (26 Wo.)AT | CH9 (13 Wo.)CH | UK1 ×2Doppelplatin · (150 Wo.)UK                                                                                                  | US198 (2 Wo.)US | Erstveröffentlichung: 4. Juli 1994       |
| 1997 | The Fat of the Land                 | DE1 Gold · (36 Wo.)DE | AT1 Gold · (16 Wo.)AT | CH1 Gold · (19 Wo.)CH | UK1 ×5Fünffachplatin · (77 Wo.)UK                                                                                                 | US1 ×2Doppelplatin · (57 Wo.)US                                                                                                   | Erstveröffentlichung: 30. Juni 1997      |
| 2004 | Always Outnumbered, Never Outgunned | DE6 (7 Wo.)DE | AT8 (6 Wo.)AT | CH3 (8 Wo.)CH | UK1 Gold · (9 Wo.)UK | US62 (2 Wo.)US | Erstveröffentlichung: 11. August 2004    |
| 2009 | Invaders Must Die                   | DE3 Gold · (24 Wo.)DE | AT5 Gold · (18 Wo.)AT | CH1 Gold · (28 Wo.)CH | UK1 ×2Doppelplatin · (52 Wo.)UK                                                                                                   | US58 (4 Wo.)US | Erstveröffentlichung: 18. Februar 2009   |
| 2015 | The Day Is My Enemy                 | DE6 (9 Wo.)DE | AT10 (6 Wo.)AT | CH3 (10 Wo.)CH | UK1 Gold · (19 Wo.)UK | US127 (1 Wo.)US | Erstveröffentlichung: 27. März 2015      |
| 2018 | No Tourists                         | DE6 (6 Wo.)DE | AT15 (3 Wo.)AT | CH8 (5 Wo.)CH | UK1 Silber · (7 Wo.)UK | — | Erstveröffentlichung: 2. November 2018   |

## Auszeichnungen
- 1994: MTV Europe Music Award in der Kategorie Bester Dance-Künstler
- 1996: MTV Europe Music Award in der Kategorie Bester Dance-Künstler
- 1997: Q Music Award in der Kategorie Bester Live-Act
- 1997: MTV Europe Music Award in den Kategorien Bester Dance-Künstler, Beste Alternative-Band und Best Video für Breathe
- 1997: BRIT Award in der Kategorie Best British Dance Act
- 1998: MTV Europe Music Award in der Kategorie Bester Dance-Künstler
- 1998: BRIT Award in der Kategorie Best British Dance Act
- 1998: MTV Video Music Award in den Kategorien Best Dance Video und Breakthrough Video für Smack My Bitch Up
- 2005: Q Music Award in der Kategorie Innovation In Sound
- 2006: Kerrang! Award in der Kategorie Spirit Of Independence
- 2012: AIM Independent Music Award in der Kategorie Beste Live-Band

Außerdem wurde die Band für folgende Auszeichnungen nominiert:
- 1997: MTV Europe Music Award in der Kategorie Beste Band
- 1997: MTV Video Music Award in der Kategorie Best Dance Video für Breathe
- 1998: Grammy Award in der Kategorie Alternative Music für The Fat Of The Land
- 1998: BRIT Award in der Kategorie Best British Group
- 1998: BRIT Award in der Kategorie Best British Album für The Fat Of The Land
- 1998: MTV Video Music Award in den Kategorien Best Direction und Best Editing für Smack My Bitch Up
- 2004: MTV Europe Music Award in der Kategorie Best Alternative Act
- 2005 Grammy Award in der Kategorie Best Electronic/Dance Album für Always Outnumbered, Never Outgunned
- 2009: Q Music Award in der Kategorie Bester Live-Act
- 2009: Kerrang! Award in der Kategorie Beste Live-Band
- 2009: UK Music Video Award in den Kategorien Best Editing In A Video für Omen, Best Live Music Coverage für Invaders Must Die und Best Dance Video und Best Animation In A Video für Warrior’s Dance
- 2009: MTV Europe Music Award in der Kategorie Best Alternative
- 2011: Q Music Award in der Kategorie Greatest Act Of The Last 25 Years